# François Armand Gervaise
François Armand Gervaise (* 1660 in Paris; † 1751 in Talus-Saint-Prix, Frankreich) war anfangs Karmelit und später, als Zisterzienser, Abt des Klosters La Trappe. 

## Leben
Sein Bruder Nicolas Gervaise war Bibelwissenschaftler und Bischof. Während einer Missionsreise in die Karibik wurde er ermordet.
Nachdem François Armand seine geisteswissenschaftlichen Studien abgeschlossen hatte, trat er den Karmeliten bei. Er wurde zum Prior eines Klosters ernannt. Eine Begegnung mit dem Theologen Jacques-Bénigne Bossuet stärkte in Geraise die Berufung zum Schriftsteller und Redner. Er trat 1695 in La Trappe ein, wo er der bevorzugte Schüler des Abbé de Rancé wurde und 1696 seine Profess ablegte. Dom Gervaise wurde Rancés zweiter Nachfolger.
Gervaise wurde am 20. Oktober 1696 ins Abtamt eingeführt, regierte jedoch nur bis 1698. Bald bereute er den Rücktritt und versuchte, ihn zurückzuziehen, jedoch ohne Erfolg. Er verließ La Trappe und begann ein Wanderleben von Kloster zu Kloster, wobei er sein schriftstellerisches Talent zu nutzen wusste. Seine Schriften wurden als eloquent, jedoch polemisch eingestuft.

## Werke
Er verfasste hagiographische Schriften über mehrere Kirchenväter. 1720 veröffentlichte er eine Biographie und Briefedition von Petrus Abelard und Heloisa; das berühmte Liebespaar wird von Gervaise polemisch geschildert; er stellt den Konflikt zwischen dem heidnischen Eros und der christlichen Agape in den Vordergrund und versuchte, die Geschichte innerhalb einer religiösen Tradition der monastischen Geschichtsschreibung neu zu verorten, um somit die erotische Dimension in den Hintergrund zu stellen.
Weitere Bücher aus seiner Feder waren ein Leben des Joachim von Fiore, die Biographie von Suger von Saint-Denis, eine Kritik an Marsoliers Leben des Abbé de Rancé und schließlich die Geschichte der Strengen Observanz (1749). Dieses Werk hat ihn schließlich in den Augen seiner Zeitgenossen disqualifiziert. Er wurde gezwungen, die Veröffentlichung zu unterbrechen, und wurde auf Befehl des Königs in das Zisterzienserkloster Le Reclus in der Diözese Troyes verbannt, wo er starb.
Allerdings wurde sein am meisten gelesenes Buch nicht zu Lebzeiten veröffentlicht. Louis Dubois verwendete Gervaises ungedrucktes Manuskript als Grundlage für die später weitverbreitete Biographie des Abbé du Rancé, der im 19. Jahrhundert zur Identifikationsgestalt der Trappisten wurde. Erst hundert Jahre später wurde bekannt, dass der Polemiker Gervaise der eigentliche Autor war.